# Mistinguett
Mistinguett (Enghien-les-Bains, 1875. április 5. – Bougival, 1956. január 5.) francia sanzonénekesnő, színésznő.
Eredeti neve Jeanne Florentine Bourgeois volt.
Egy harmincéves segédmunkás és egy huszonegy éves varrónő gyermekeként született. Tizenéves korában már fellépett, mint Miss Helyett. 1894-ben különösebb siker nélkül lépett fel a Trianon varietéban. 1895-ben lépett fel először Miss Tinguette néven a Casino de Paris-ban a La môme du casino c. dallal, ekkor már nagy sikerrel.
1897-ben pedig az Eldoradoban mint komika szerepelt – emlékezetes mozgással, és furcsa, beteges grimaszokkal.
1908-ban szerepelt egy filmben (a L’Empreinte ou La main rouge címűben), majd 1936-ig még vagy hatvanban, köztük egy hollywoodiban is (Nyomorultak).
1909-ben a Moulin Rouge-ba, 1911-ben a Folies Bergère-be szerződött. Itt Maurice Chevalier-vel együtt lépett fel, akivel szerelmi kapcsolata aztán mintegy tíz évig tartott. Közben, a háború idején a sebesült Chevalier-t kihozta egy német fogolytáborból.
1918-tól a Casino de Paris-ban lépett fel nagy revü-operettekben. Ugyanott szerepelt akkor Jean Gabin és sok más híresség is. Ekkortól a párizsi music hall királynőjének tekintették.
A Mon Homme című dal – amit a Folies Bergère-ben adott elő – tette világhírűvé.
1935-29 között a Moulin Rouge művészeti vezetője volt.
1951-ben hagyta ott a színpadot, és három év múlva megjelentek kétkötetes visszaemlékezései (Toute ma vie). Nyolcvanéves korában halt meg.
A neves magyar zenészek közül a harmincas években Ötvös Marcellel lépett fel néhány alkalommal.

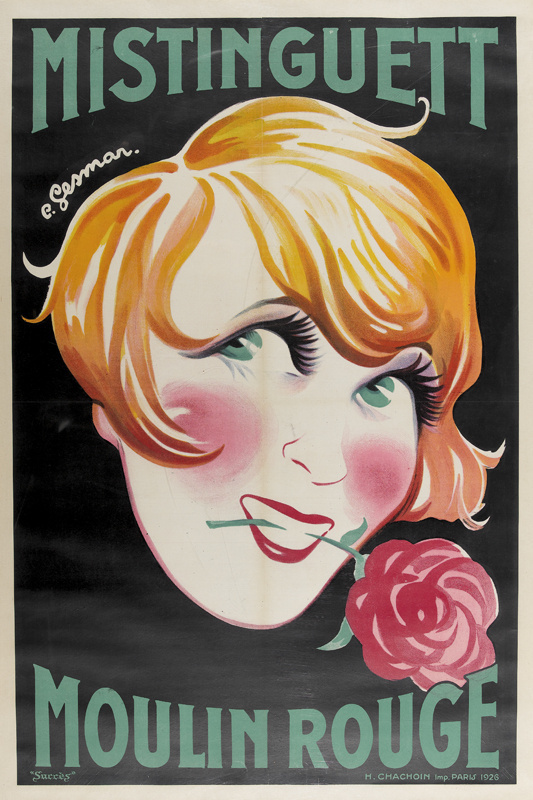